# Bondaroy
Bondaroy és un municipi francès, situat al departament del Loiret i a la regió de Centre – Vall del Loira. L'any 2007 tenia 388 habitants.

## Demografia

### Població
El 2007 la població de fet de Bondaroy era de 388 persones. Hi havia 150 famílies, de les quals 24 eren unipersonals (16 homes vivint sols i 8 dones vivint soles), 59 parelles sense fills, 55 parelles amb fills i 12 famílies monoparentals amb fills.
La població ha evolucionat segons el següent gràfic:
Habitants censats

### Habitatges
El 2007 hi havia 158 habitatges, 147 eren l'habitatge principal de la família, 5 eren segones residències i 6 estaven desocupats. Tots els 158 habitatges eren cases. Dels 147 habitatges principals, 141 estaven ocupats pels seus propietaris, 5 estaven llogats i ocupats pels llogaters i 1 estava cedit a títol gratuït; 5 tenien dues cambres, 12 en tenien tres, 36 en tenien quatre i 94 en tenien cinc o més. 121 habitatges disposaven pel capbaix d'una plaça de pàrquing. A 57 habitatges hi havia un automòbil i a 79 n'hi havia dos o més.

### Piràmide de població
La piràmide de població per edats i sexe el 2009 era:
| Homes | Edats   | Dones |
| ----- | ------- | ----- |
| 0     | 95 o +  | 0     |
| 0     | 90 a 94 | 0     |
| 0     | 85 a 89 | 8     |
| 0     | 80 a 84 | 0     |
| 0     | 75 a 79 | 0     |
| 8     | 70 a 74 | 16    |
| 8     | 65 a 69 | 4     |
| 24    | 60 a 64 | 20    |
| 4     | 55 a 59 | 8     |
| 20    | 50 a 54 | 8     |
| 8     | 45 a 49 | 20    |
| 12    | 40 a 44 | 12    |
| 24    | 35 a 39 | 24    |
| 8     | 30 a 34 | 8     |
| 8     | 25 a 29 | 4     |
| 8     | 20 a 24 | 0     |
| 16    | 15 a 19 | 12    |
| 8     | 10 a 14 | 20    |
| 12    | 5 a 9   | 16    |
| 4     | 0 a 4   | 8     |

## Economia
El 2007 la població en edat de treballar era de 255 persones, 183 eren actives i 72 eren inactives. De les 183 persones actives 168 estaven ocupades (91 homes i 77 dones) i 15 estaven aturades (8 homes i 7 dones). De les 72 persones inactives 26 estaven jubilades, 23 estaven estudiant i 23 estaven classificades com a «altres inactius».

### Ingressos
El 2009 a Bondaroy hi havia 147 unitats fiscals que integraven 378 persones, la mediana anual d'ingressos fiscals per persona era de 21.175 €.

### Activitats econòmiques
Dels 15 establiments que hi havia el 2007, 2 eren d'empreses de construcció, 7 d'empreses de comerç i reparació d'automòbils, 1 d'una empresa de transport, 1 d'una empresa financera, 2 d'empreses de serveis, 1 d'una entitat de l'administració pública i 1 d'una empresa classificada com a «altres activitats de serveis».
Dels 2 establiments de servei als particulars que hi havia el 2009, 1 era una fusteria i 1 electricista.
L'any 2000 a Bondaroy hi havia 7 explotacions agrícoles que ocupaven un total de 987 hectàrees.

## Equipaments sanitaris i escolars
El 2009 hi havia una escola elemental integrada dins d'un grup escolar amb les comunes properes formant una escola dispersa.

## Poblacions més properes
El següent diagrama mostra les poblacions més properes.